# Joseph Noel Paton

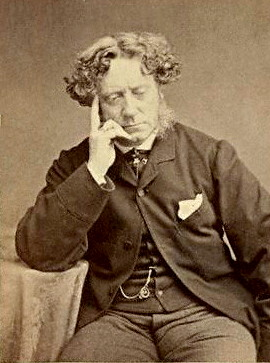
Joseph Noel Paton, 1866, fotografiado por Thomas Annan.

Joseph Noel Paton  (13 de diciembre de 1821 - 26 de diciembre de 1901) fue un pintor escocés, nacido en el Wooer´s Alley, Dunfermline, Fife. 

## Vida
Nacido en una familia de tejedores, Joseph continuó el trabajo de la familia por poco tiempo. Se interesó rápidamente por el arte y estudió brevemente en la Real Academia, Londres en 1843.
Estuvo influido por el estilo prerrafaelista y se convirtió en un pintor cuyos tópicos eran principalmente de historia, de hadas, temas alegóricos y religiosos. 
La primera imagen que mostró al público fue Ruth rebusca, que se presentó en la Real Academia Escocesa en 1844. Ganó varios premios por su trabajo, incluidas dos de sus obras más famosas: La querella de Oberón y Titania (1846 - expuesta en la Academia Real de Escocia) y La reconciliación de Oberón y Titania (1847 - Westminster Hall), la cual está a la vista pública en la Galería Nacional de Escocia.
Fue socio de la Real Academia Escocesa en 1847 y miembro en 1850. En 1858, se casó con Margaret Gourlay Ferrier y tuvo siete hijos (seis hijos y una hija), el mayor de ellos fue Diarmid Noel Paton (1859 a 1928), quien se convirtió en profesor de  fisiología en Glasgow en 1906. Su segundo hijo, Federico Noel Paton (n. 1861) llegó a ser director de inteligencia comercial para el gobierno de la India (1905). En 1865, fue nombrado  Limner Reina de Escocia. También publicó dos volúmenes de poesía y produjo una serie de esculturas. Dos años más tarde recibió el título de caballero y en 1878 le fue conferido el grado LL.D. de la Universidad de Edimburgo. 
Sir Noel era además un apasionado de las armas, es decir, un anticuario, cuya especialidad era de armas y armaduras. Murió en Edimburgo el 26 de diciembre de 1901.

## Obras

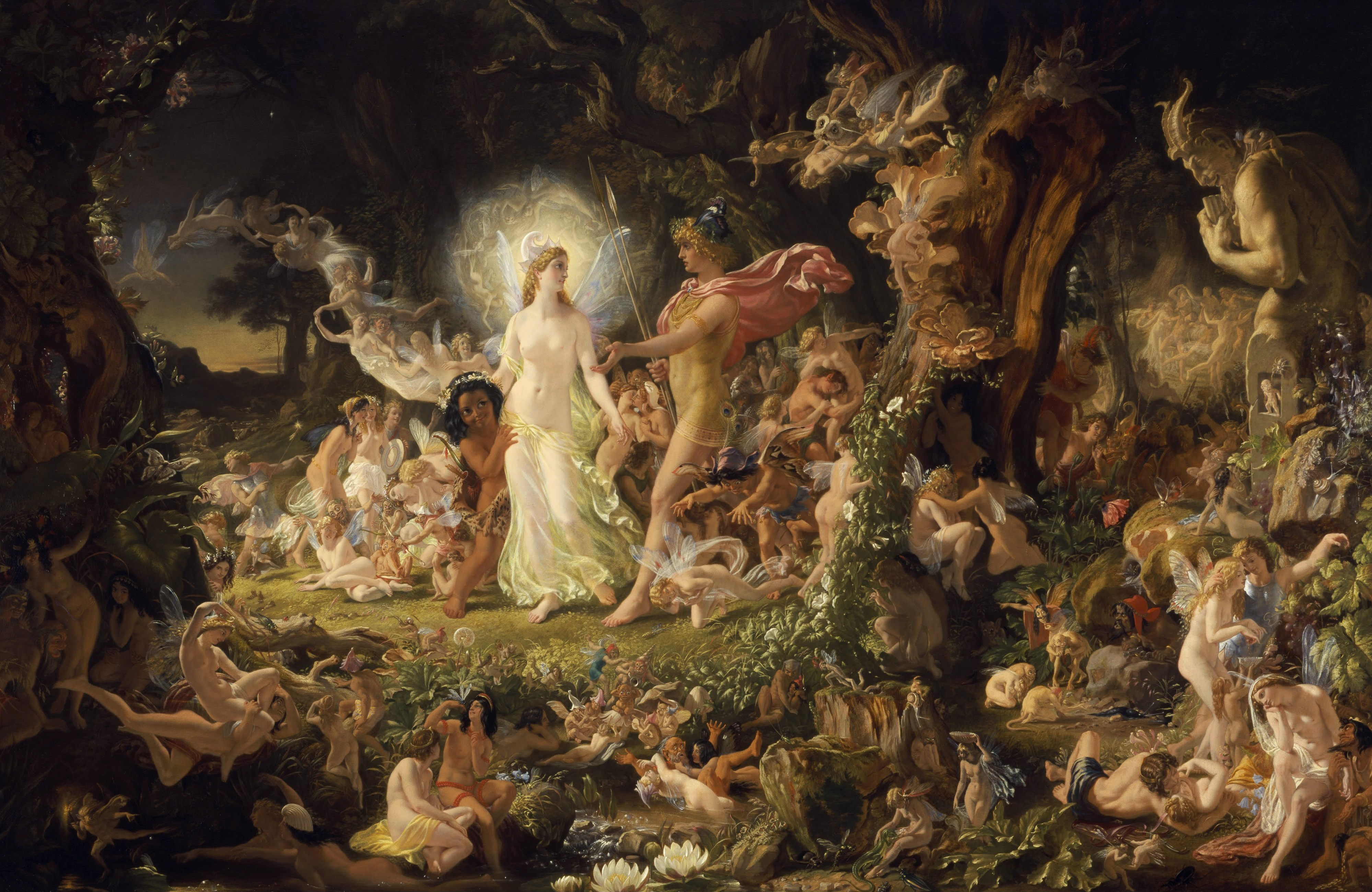
La disputa de Oberón y Titania

- Calvario (1849) 
 (Tipo: Lápiz sobre papel Tamaño: 10,5 x 16,8 cmUbicación: Colección particular)

- Sermón de la Montaña (1849) 
 (Tipo: Lápiz sobre papel Tamaño: 10,5 x 16,8 cm Ubicación: Colección particular)

- La búsqueda del placer (1855)

- La cita Bluidie (1855) 
 (Tipo: Óleo sobre lienzo Tamaño: 73 × 65 cm  Ubicación: Glasgow Art Gallery and Museum, Glasgow, Escocia)

- De Interior (1855-1856) 
 (Tipo: Óleo sobre ubicación del panel: Museo de Arte Chrysler, Norfolk, VA)

- Hesperus (1857) 
 (Tipo: Óleo sobre tela Medidas: 91 × 69 cm Ubicación: Glasgow Art Gallery and Museum, Glasgow, Escocia)

- Hesperus- detalle (1857) 
 (Tipo: Óleo sobre tela Medidas: 91 × 69 cm Ubicación: Glasgow Art Gallery and Museum, Glasgow, Escocia)

- In Memoriam (1858) 
 (Tipo: Óleo sobre panel Tamaño: 123 × 96,5 cm Ubicación: Colección particular)

- Por un pintor (1861) Poema

- Mors Janua Vitae (1866)

- Spindrift Poema (1867)

- Oberón y la sirena (1888) 
 (Tipo: Óleo sobre lienzo Localización: Colección privada)

- El Espíritu de la religión (dibujos animados) en Dunfermline City Chambers

- Sir Galahad
 (Tipo: Óleo sobre lienzo Localización: Colección privada)

- Guerreros
 (Tipo: Óleo sobre tela Medidas: 58,5 × 71 cm Localización: Colección privada)